# Ajegroup
Ajegroup – największy na terenie Ameryki Łacińskiej producent, dystrybutor i sprzedawca napojów bezalkoholowych. Siedziba firmy mieści się w Limie, stolicy Peru.
Firmę założyła w 1988 roku rodzina Ananosów, rolników z San Miguel, którzy uciekli przed terrorem Świetlistego Szlaku do Ayacucho. Gdy partyzanci odcięli dostęp do miasta ciężarówkom koncernu The Coca-Cola Company, sprzedawszy maszyny rolnicze, zaczęli produkować w warunkach domowych napój o smaku zbliżonym do Coca-Coli − La Negra. Dzięki niższej cenie firma z czasem opanowała rodzimy rynek, a 1998 roku podjęła pierwszą próbę ekspansji, rozpoczynając sprzedaż na rynek wenezuelski, a następnie meksykański. Obecnie firma dysponuje w swojej ofercie kilkunastoma napojami i przy obrocie 1,2 mld dolarów jest największym podmiotem na rynku napojów gazowanych w Ameryce Łacińskiej.